# Alois Zgraggen
Alois Zgraggen (* 1822 in Erstfeld; † 1888) war der letzte Postkondukteur, der eine Postkutsche über den Gotthardpass begleitete.

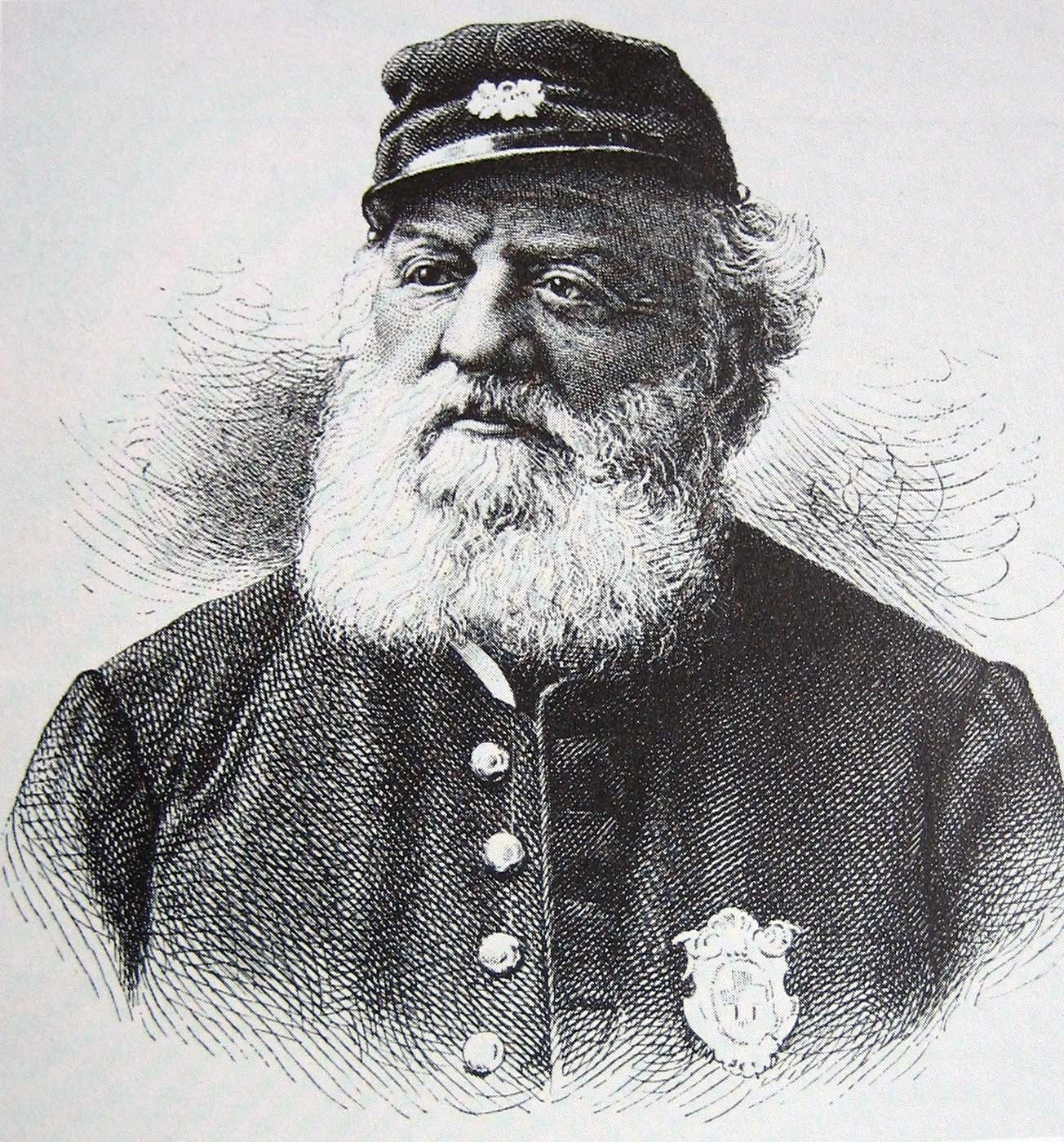
Alois Zgraggen, Lithographie

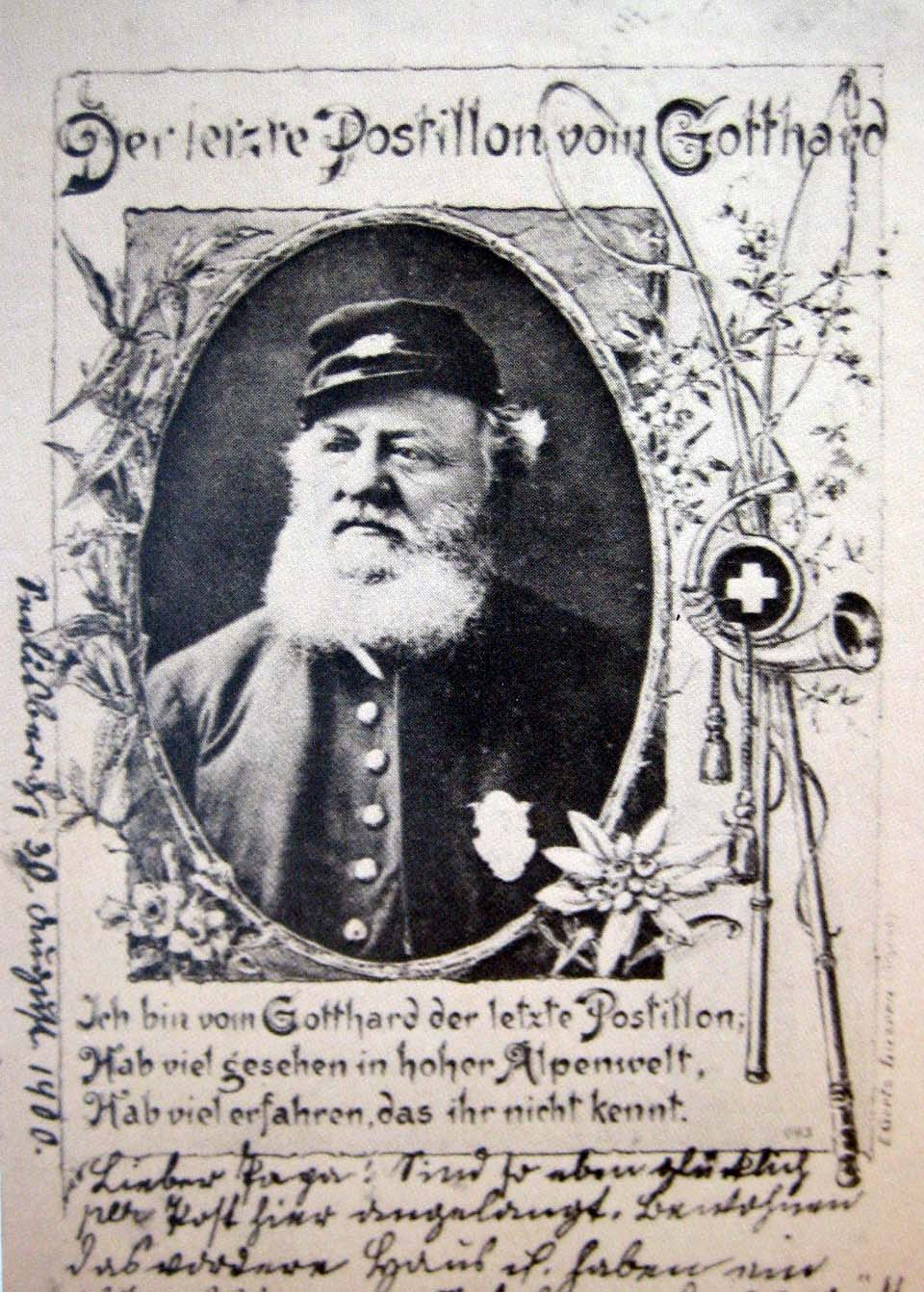
Alois Zgraggen auf einer Postkarte von 1900

## Leben
Im Gegensatz zur weit verbreiteten Meinung war Zgraggen nicht der Postillon, sondern der Kondukteur. Pferde und Postillone wurden während der Fahrt mehrere Male ausgewechselt, der Kondukteur hingegen begleitete die ganze Fahrt von Flüelen nach Camerlata bei Como und war verantwortlich für die Post und die Reisenden.
Zgraggen wurde 1822 in Erstfeld im Kanton Uri geboren. Sein Vater war Ambros Zgraggen, der Wirt des Gasthofes Kreuz in Erstfeld, der zahlreiche Ämter in der Gemeinde bekleidete. Wie damals üblich ging Zgraggen kaum zur Schule. Im Militär brachte es der junge Alois zum Leutnant bei den Scharfschützen; später wurde er Instruktor der Artillerie, bis er in den Postdienst übertrat. Im Selbststudium brachte er sich Lesen und Schreiben bei und war zeitweise auch Standesweibel von Uri.
Als Kondukteur der Gotthardpost schien Zgraggen beliebt gewesen zu sein, gab es doch Reisende, die in Luzern ein paar Tage abwarteten, um mit ihm über den Gotthard fahren zu können. Zgraggen legte die Tour von Luzern über den Gotthard nach Camerlata bei Como und zurück etwa zwei Mal pro Woche zurück.
Zgraggen wohnte am Kornmarkt in Luzern, wo ihm seine Schwester den Haushalt besorgte, denn bei diesem Beruf hatte er es vorgezogen, Junggeselle zu bleiben. Gleich um die Ecke lag die Stammkneipe von Richard Wagner während seines Aufenthaltes um 1859 in Luzern. Zgraggen und Wagner kannten sich gut und der Komponist lauschte stundenlang den Erzählungen des „galoppierenden Urners“.

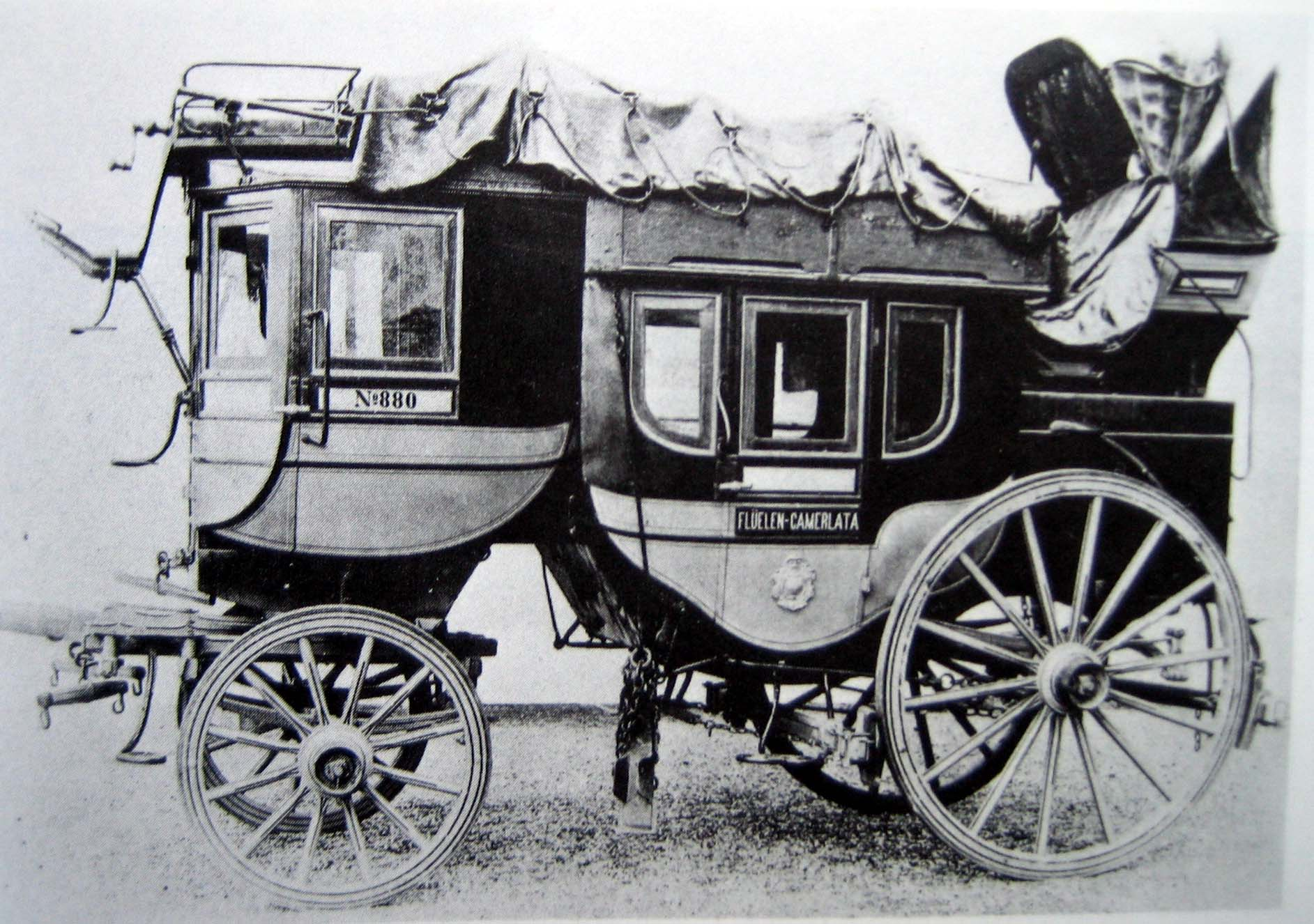
Zuletzt verwendete Gotthardpostkutsche mit zehn Plätzen, ab 1849 bis 1881

In einem Nachruf auf den „Letzten Postillon“ vom Gotthard, als der Zgraggen immer wieder bezeichnet wurde und wird, heisst es:

„Wir können uns heute kaum mehr vorstellen, welche Anforderungen an die Beamten der Pferdepost über den Gotthard gestellt wurden und welchen Ehrgeiz diese in die Erfüllung ihrer Pflicht an den Tag legten bei sehr geringer Entlöhnung. Zgraggen, ein Mann wie aus Erz gegossen, trotzte allen Gefahren. Mochten die Stürme heulen, mochte haushoher Schnee sich ihm entgegenstellen – er überwand alle Schwierigkeiten und führte während dreier Jahrzehnte die Post über die wilden Schluchten. Hatte die tückische Lawine ihm den Weg versperrt, so schuf er sich einen Tunnel durch diese, und fort ging die Schlittenkarawane dem Hospiz zu. In sibirischer Kälte bis zu 40 Grad finden wir den wetterfesten Mann den Unbilden der Natur trotzend, und wenn in solch kalten Nächten der Sternenhimmel glänzte, erzählte er seinen Freunden im Tale drunten nicht von den Schrecknissen des Berges, sondern von der Herrlichkeit einer solchen Winternacht hoch droben, im ewigen Schnee. Und wenn Sturm und Unwetter so stark wurden, dass menschliche Kraft den Postschlitten nicht mehr weiterbrachte, da nahm er den Postsack auf den Rücken und brachte ihn oft stundenweit über Schnee und Eis zum nächsten Ort.“

Die letzte Postkutsche fuhr im Herbst 1881, vor der Umstellung auf Schlittenbetrieb. Nach der Eröffnung des Gotthardtunnels 1882 fiel Zgraggen die Ehre zu, als erster den Beutel mit der Post darin durch den Tunnel nach Airolo zu tragen.
Zgraggen war 30 Jahre lang Angestellter bei der Post. Er starb 1888, sechs Jahre nach der Eröffnung des Tunnels.